# Pirâmides de Pantiacolla
As pirâmides de Pantiacolla são um conjunto de 12 montes naturais de cerca de 150 metros de altura, localizado na margem esquerda do o rio Madre de Dios.